# Dammusi
Dammusi este o arie protejată (arie specială de conservare — SAC, sit de importanță comunitară — SCI) din Italia întinsă pe o suprafață de 2.051 ha, integral pe uscat.

## Localizare
Centrul sitului Dammusi este situat la coordonatele 37°48′48″N 14°59′30″E / 37.813333°N 14.991667°E.

## Înființare
Situl Dammusi a fost declarat sit de importanță comunitară în septembrie 1995 pentru a proteja 2 specii de animale. Situl a fost protejat și ca arie specială de conservare în martie 2017.

## Biodiversitate
Situată în ecoregiunea mediteraneană, aria protejată conține 9 habitate naturale: Păduri de Castanea sativa, Păduri de pin (sub-) mediteraneene cu pini negri endemici, Păduri de stejar alb estice, Câmpuri de lavă și excavații naturale, Pseudostepă cu ierburi și specii anuale de Thero-Brachypodietea, Pante stâncoase silicioase cu vegetație casmofită, Păduri de fag din Apenini cu Taxus și Ilex, Lande oro-mediteraneene cu formațiuni endemice de grozamă, Grohotișuri termofile și vest-mediteraneene.
La baza desemnării sitului se află mai multe specii protejate de  păsări (2): Alectoris graeca whitakeri, ciocârlie de pădure (Lullula arborea)
Pe lângă speciile protejate, pe teritoriul sitului au mai fost identificate 29 de specii de plante, 4 specii de păsări, 1 specie de mamifere, 40 de specii de nevertebrate, 5 specii de reptile.